# Zastave bijelih, crvenih i plavih pruga
Zastave bijelih, crvenih i plavih pruga imale su većma uzor u zastavi koju je iznijela u revoluciji ostvarena prva Francuska Republika. Kasnije su, a počam od dostignuća revolucionarnoga, slobodarskoga pokreta Francuske revolucije, ove boje počeli preuzimati i drugi narodi, naravno u ponešto promijenjenome redoslijedu i položaju (okomitome i vodoravnome).
Neki su narodi svoje zastave oblikovali prema vezama koje su imali s drugim narodima, neki pod njihovim utjecajima (izvorna Nizozemska zastava bila je narančasto-bijelo-plava), a neki su ih tek krajem prošloga stoljeća (Američka Samoa).
Ove se boje u većini dosadašnjih pisanih izvora spominju i kao panslavenske boje, jer su u doba panslavističkih, neopanslavističkih i drugih pokreta (austroslavizam, rusoslavizam) dobivale takva značenja.
U Austro-Ugarskoj sve su krunske zemlje dobile svoje zastave, čak su bili predviđeni i redoslijedi boja za pojedine narode koji žive u Austrijskoj Monarhiji, tada su do osobitoga izražaja došle bijela, crvena i plava boja kao boje krunskih zemalja u kojima su živjeli mahom slavenski narodi.

Uz primjenu ovih boja i ograničenje na tri vodoravne pruge mogu postojati ukupno šest kombinacija.

## Bijelo-crveno-plava
- Inače ne postoji kao inačica s tri vodoravne ni okomite pruge niti u jednoj državi.
- Američka Samoa (gledano s heraldički lijeve strane)

## Bijelo-plavo-crvena
- Češka
- Rusija
- Slovačka
- Slovenija

## Crveno-bijelo-plava
- Bivša Država Slovenaca, Hrvata i Srba (1918.)
- Hrvatska
- Luksemburg
- Nizozemska
- Paragvaj

## Crveno-plavo-bijela
- Srbija
- prijašnja zastava Republike Crne Gore u sastavu Savezne Republike Jugoslavije je imala crveno-plavetno-bijelu kombinaciju boja.[1]
- Vojvodina u sastavu Republike Srbije
- entitet BiH – Republika Srpska

## Plavo-bijelo-crvena
- Bivša Kraljevina Srba, Hrvata i Slovenaca (1918. – 1929.)
- Bivša Kraljevina Jugoslavija (1929. – 1946.)
- Bivša Demokratska Federativna Jugoslavija (1943. – 1946.)
- Bivša Federativna Narodna Republika Jugoslavija (1946. – 1963.)
- Bivša Socijalistička Federativna Republika Jugoslavija (1963. – 1991.)
- Bivša Savezna Republika Jugoslavija (1992. – 2003.)
- Bivša Državna Zajednica Srbija i Crna Gora (2003. – 2006.)
- Bivša Kraljevina Slavonija (od sredine 1800-tih-1852; 1860–1918)[2]
- Republika Krim u sastavu Ruske Federacije
- Autonomna Republika Krim u sastavu Ukrajine

## Plavo-crveno-bijela
- Američka Samoa (gledano s heraldički desne strane)
- Lužički Srbi